# Európa Diploma
Az Európa Diploma (angolul European Diploma of Protected Areas) védett területek számára adható legmagasabb európai díj a kiemelt európai jelentőségű biológiai, geológiai és/vagy tájképi értékeket hordozó védett területek elismerésére. A díjat 1965-ben hozták létre, és az Európa Tanács miniszteri tanácsa ítéli oda. Jelenleg 26 ország 70 területe (köztük három magyarországi) kapta már meg ezt a kitüntetést.

## Az adományozás elvei és menete
A díjazott területnek európai jelentőségű, természetes vagy félig természetes állapotú védett területnek kell lennie, ahol kiemelkedő tudományos, kulturális vagy esztétikai jelentőségű érték van. Fontos feltétel még, hogy az értékek védelmére vonatkozóan konkrét és következetesen betartott koncepció is létezzen.
A díjra az érintett tagállam kormánya pályázhat az Európa Tanácsnál. A benyújtott pályázatokat egy szakértői csoportnak adják ki bírálatra. A szakértők részletes helyszíni vizsgálat után írásba foglalják, hogy javasolják-e a díj odaítélését. Legtöbbször a javaslat tartalmaz a terület védelmének fejlesztésére vonatkozó ajánlásokat is. Magát a díjat az Európa Tanács miniszteri tanácsa ítéli oda.
A díjat elnyert terület kezelője (pl. illetékes természetvédelmi hatóság) köteles éves jelentést küldeni az Európa Tanácsnak. Az elismerés ötévente felülvizsgálható, és súlyos állapotromlás esetén különleges újrabírálatot lehet végrehajtani.

## Magyarországi területei
Magyarország Európa Diplomával kitüntetett területei:
- ipolytarnóci ősmaradványok (1995) (509,51 ha)
- Szénás-hegycsoport (Budai Tájvédelmi Körzet) (1995) (1383,93 ha)
- Tihanyi-félsziget vulkanikus képződményei (Tihanyi Tájvédelmi Körzet)  (2003. júl. 1. óta[3]) (671,25 ha)

## Jogszabályi háttér
European Diploma of Protected Areas 
17/2008. (VI. 3.) KvVM rendelet a Szénás-hegycsoport Európa diplomás terület természetvédelmi kezelési tervéről